# Nicolaas van Wijk

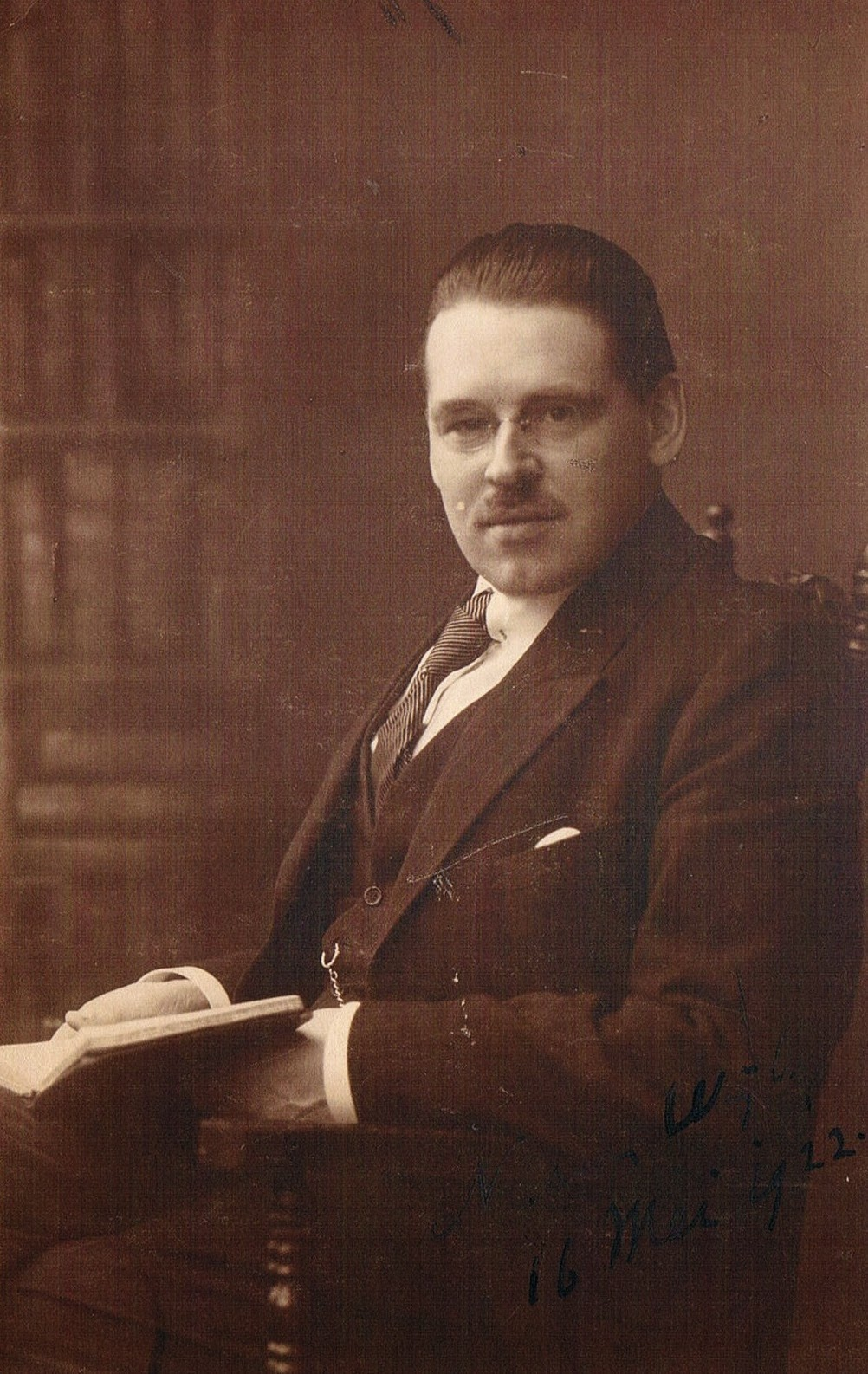
Nicolaas van Wijk

Nicolaas van Wijk (* 4. Oktober 1880 in Delden; † 25. März 1941 in Leiden) war ein niederländischer Germanist, Niederlandist und gilt als Vater der niederländischen Slawistik.

## Leben
Nicolaas war der Sohn des Pfarrers Aart Willem van Wijk (* 14. April 1852 in Weesp; † 13. März 1918 in Zwolle) und dessen am 4. Dezember 1878 geheirateten Frau Bregitta Bruijn (* 28. Oktober 1849 in Weesp; † 23. Dezember 1935 ebd.). Seine Jugend verbrachte er in Zwolle, wo er ab 1892 das dortige Gymnasium besuchte. Van Wijk studierte 1898 bis 1901 die niederländische Literatur und Sprache an der Universität von Amsterdam. Dabei folgte er den Vorlesungen zu gotischen Sprachen und Sanskrit bei dem niederländischen Anthropologen Christianus Cornelis Uhlenbeck (* 18. Oktober 1866 in Voorburg; † 12. August 1951 in Lugano). 1902 promovierte er auf dem Gebiet der Indogermanischen Sprachen mit der Arbeit Der nominale Genitiv Singular im Indogermanischen in seinem Verhältnis zum Nominativ zum Doktor der Philosophie.
Nach seiner Promotion absolvierte er weitere Indogermanische Studien an der Universität Leipzig bei Karl Brugmann. In Leipzig machte ihn August Leskien mit slawistischen Sprachstudien vertraut und so zog Wijk 1903 nach Moskau um die russische Sprache praktisch zu erleben. Zurückgekehrt in die Niederlande arbeitete er ab 1903 als Deutschlehrer an der höheren Bürgerschule in Arnhem und 1904 in gleicher Eigenschaft in Goes. An letzterem Ort entstanden verschiedene Artikel zu den Indogermanischen Sprachen und es erschien ein Schulbuch zur niederländischen Sprache. Ab 1907 wirkte er als Konservator der Handschriften und Unterbibliothekar an der königlichen Bibliothek in Den Haag. Während jener Zeit entwickelte er ein niederländisches etymologisches Wörterbuch des Bonner Professors Johannes Franck (* 27. April 1854 in Bendorf; † 23. Januar 1914 in Bonn) weiter und verfasste zahlreiche Artikel zur russischen Sprache.
Da die niederländische Regierung 1913 beschloss einen Lehrstuhl für Slawistik einzurichten, berief man Wijk am 25. Juli 1913 auf die Professur der baltischen und slawischen Sprachen an die Universität Leiden, welche Aufgabe er am 8. Oktober desselben Jahres mit der Einführungsrede Balties-Slaviese Problemen (deutsch: Baltisch-Slawische Probleme) antrat. In dieser Eigenschaft beschäftigte er sich neben der russischen Sprache auch mit den verschiedenen slawischen Akzenten wie tschechisch, polnisch, Altbulgarisch und anderen Altkirchenslawischen Sprachen. Aus seiner Feder stammen zahlreiche Artikel in den linguistischen Fachzeitschriften und Journalen seiner Zeit. Anfänglich beschäftigten ihn mehr indogermanische Themen und später dann vor allem Themen zur Literatur und Linguistik Osteuropas. Er beteiligte sich auch an den organisatorischen Aufgaben der Leidener Hochschule und wurde im Akademiejahr 1929/30 zum Rektor der Alma Mater gewählt, wozu er am 8. Februar 1930 die Rektoratsrede Optimisme en Pessimisme in de Russische Letterkunde (deutsch: Optimismus und Pessimismus in der russischen Literatur) hielt.
Auch in der Gelehrtenwelt seiner Zeit genoss er einen ausgezeichneten Ruf. So war er ab 1920 Mitglied der Königlich Niederländischen Akademie der Wissenschaften (KNAW), 1928 korrespondierendes Mitglied der Akademie der Wissenschaften der UdSSR, war Vorsitzender der niederländischen Kommission für intellektuelle Zusammenarbeit, Mitglied des Cercle linguistique de Prague, auswärtiges Mitglied der Tschechischen Akademie für Künste und Wissenschaften in Prag und Mitglied einer weiteren Anzahl von in- und ausländischen Gelehrtengesellschaften, sowie Vereinen. Er wurde Ritter des Ordens vom niederländischen Löwen, Offizier des tschechischen Ordens des Weißen Löwen und Offizier des Ordens Polonia Restituta. Unerwartet starb er im Alter von sechzig Jahren.

## Werke (Auswahl)
- Der nominale Genitiv singular im Indo-germanischen in seinem Verhältnis zum Nominativ. 1902
- De Nederlandsche taal. Handboek voor de drie laagsten klassen van gymnasia en hoogere burgerscholen. 1906, 3. Aufl. 1913
- Franck’s Etymologisch woordenboek der Ned. Taal. 1912 (2. Aufl.)
- Over de betekenis van Middelnederlandsche handschriften voor de studie van dialecten. 1913
- De umlaut van a in ripuaries- en salies-frankiese dialekten van België en Nederland. 1914
- Altpreussische Studien. 1918
- Hoofdmomenten der Russische letterkunde. 1919
- Die baltischen und slavischen Akzent- und Intonationssysteme. 1923
- Geillustreerde Geschiedenis der Russische Letterkunde. 1924
- Geschiedenis der Russische letterkunde. 1926
- Aspect en Aktionsart. 1928
- Cechoslovakije. 1931
- Geschichte der Altkirchenslavischen Sprache. 1931, 1. Bd.
- Studien zu den altkirchenslavischen Paterika. 1931
- Phonologie. 1939